# Norregöl, Småland
Norregöl är en sjö i Mönsterås kommun i Småland och ingår i Alsteråns huvudavrinningsområde. Sjön har en area på 0,121 kvadratkilometer och ligger 42,1 meter över havet. Sjön avvattnas av vattendraget Tohagebäck. Vid provfiske har abborre, gädda, mört och sutare fångats i sjön.

## Delavrinningsområde
Norregöl ingår i det delavrinningsområde (631598-152832) som SMHI kallar för Mynnar i Alsterån. Medelhöjden är 44 meter över havet och ytan är 12,87 kvadratkilometer. Det finns inga avrinningsområden uppströms utan avrinningsområdet är högsta punkten. Tohagebäck som avvattnar avrinningsområdet har biflödesordning 2, vilket innebär att vattnet flödar genom totalt 2 vattendrag innan det når havet efter 9,7 kilometer. Avrinningsområdet består mestadels av skog (89 procent). Avrinningsområdet har 0,12 kvadratkilometer vattenytor vilket ger det en sjöprocent på 0,9 procent.